# Katedra Trójcy Przenajświętszej w Waterford
Katedra Trójcy Przenajświętszej w Waterford (ang. Cathedral of the Most Holy Trinity, Waterford) – główna świątynia rzymskokatolickiej diecezji Waterford-Lismore w Irlandii. Znajduje się w mieście Waterford, przy ulicy Barronstrand Street w centrum miasta.

## Historia
Katedra została zaprojektowana przez architekta z Waterford, Johna Robertsa w 1793 i jest najstarszą katedrą katolicką w Wielkiej Brytanii i Irlandii. Została zbudowana na miejscu starej kaplicy katolickiej, która została zbudowana na wniosek społeczności katolickiej Waterford. Na początku XX wieku wybudowano balustrady, które oddzielały kościół od ulicy; później zostały usunięte. W 1977 katedra została odnowiona po Soborze Watykańskim II. Nowy ołtarz został zainstalowany w ten sposób, aby msze święte były odprawiane twarzą do wiernych (ad populum). Dar dziesięciu kryształowych świeczników z Waterford Crystal zwiększył chwałę katedry. Na początku lat 90. XX wieku całkowicie wymieniono posadzkę i przekształcono zakrystię. Dalsze prace zakończyły się w listopadzie 2006 roku z ponownym dopasowaniem wyglądu zewnętrznego i wewnętrznego świątyni.